# Филитоса
Филитоса (фр. Filitosa, корс. Filitosa) — доисторический мегалитический комплекс, находящийся в департаменте Южная Корсика, невдалеке от автомагистрали D57, к северу от Проприано, на территории коммуны французской коммуны Соллакаро. Менгиры Филитоса относятся к культурам конца эпохи неолита, медного и бронзового веков.
Древние каменные монументы Филитоcы впервые описаны в 1946 году неким Шарлем-Антуаном Чезари, являвшимся собственно владельцем этого земельного участка. Систематические раскопки под руководством археологов начались в 1954 году. Такие находки, как лучные стрелы и керамика, были изготовлены приблизительно 5300 лет назад. Возведение двух трёхметровых менгиров датируется приблизительно 1500 г. до н. э. На монументах Филитоса различимы резные орнаменты и барельефы, а также изображения человеческого лица, доспехов и оружия.
Считается наиболее вероятным, что менгиры Филитоса были возведены в период вторжений на Корсику носителей культуры «строителей торре». Последние победили местных жителей, менгиры были повержены и разрушены «торрианцами» и повторно использованы, но уже в других целях, в ряде случаях даже в качестве строительного материала. «Торрианцы» возвели кольцевые сооружения из камней, известные под названием торри; возможно, они использовались для отправления культа. Эти кольцевые сооружения сохранились до наших дней в удивительно хорошем состоянии.
Филитоса насчитывает в общей сложности около двадцати менгиров, которые составляют примерно половину от их общего числа  на Корсике.